# Đế cơ
Đế Cơ (chữ Hán: 帝姬) là tước hiệu dành cho hoàng nữ triều Tống Huy Tông nhà Bắc Tống. Khi Thái Kinh và Thái Biện nắm quyền, họ đã ngăn cản việc biên soạn sử học, nên không ai còn hiểu biết về chế độ triều Chu. Từ năm Chính Hòa thứ 3, triều đình cấm dùng các chữ như "Long" (龍), "Thiên" (天), "Quân" (君), "Ngọc" (玉), "Đế" (帝), "Thượng" (上), "Thánh" (聖), "Hoàng" (皇), "Chủ" (主)... Ví dụ, từ "tự chủ" (寺主) bị đổi thành "quản câu viện môn" (管勾院門). Đến tháng bảy năm Tuyên Hòa thứ 7, các quy định này dần được bãi bỏ.
Việc đổi tước hiệu "Công chúa" (公主) thành "Đế Cơ" (帝姬) là một trong các biện pháp tránh kỵ húy, vốn được Vương An Thạch đề xuất từ đầu niên hiệu Hy Ninh, và do họ Thái thực thi kế hoạch này.
Năm Chính Hòa thứ ba (1113), theo lời tấu của Thái Kinh, triều đình nhà Tống mô phỏng tước hiệu "Vương Cơ" (王姬) của triều Chu, đổi tước hiệu "Công chúa" (公主) của hoàng nữ thành "Đế Cơ" (帝姬). Tước hiệu "Đế Cơ" tồn tại khoảng mười năm, nhưng người đương thời cho rằng tên gọi này đồng âm với "Đế Cơ" (帝飢 – nghĩa là "vua đói"), mang điềm xấu, nên vẫn gọi là Công chúa như cũ. Sau cơn Loạn Tĩnh Khang (靖康之難), Tống Cao Tông rút lui về phía Nam. Đến năm Kiến Viêm nguyên niên (1127) đã khôi phục lại chế độ Công chúa như cũ.

## Chế độ Đế Cơ
- Đổi tước vị "Công chúa" (帝女) thành "Đế Cơ" (帝姬)
  - Ngoài ra, còn được ban thêm hai chữ mỹ hiệu để làm tước hiệu.

- Chị em gái của hoàng đế – "Trưởng công chúa" (長公主) đổi thành "Trưởng Đế Cơ" (長帝姬)
  - Cũng được ban thêm hai chữ mỹ hiệu để làm tước hiệu.

- Cô ruột của hoàng đế – "Đại trưởng công chúa" (大長公主) đổi thành "Đại trưởng Đế Cơ" (大長帝姬)
  - Cũng được ban thêm hai chữ mỹ hiệu để làm tước hiệu.

- Cô cố của hoàng đế cũng được phong làm "Đại trưởng Đế Cơ", nhưng để phân biệt với cô ruột của hoàng đế, dù vẫn mang tước hiệu "Đại trưởng Đế Cơ", nhưng được đặt tước hiệu với mỹ hiệu gồm bốn chữ.

- Ngoài ra:
  - Quận chúa được đổi thành Tông Cơ (宗姬)
  - Huyện chúa được đổi thành Tộc Cơ (族姬)